# Tournée (film)

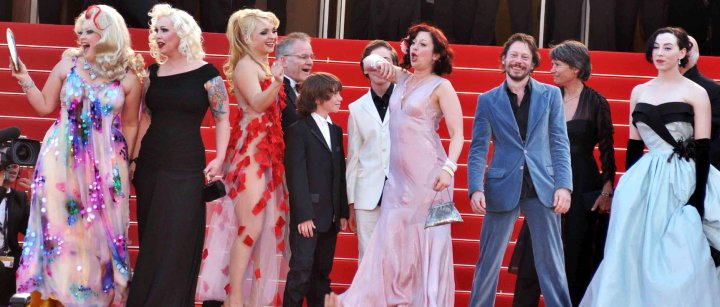
Autorzy filmu podczas festiwalu w Cannes

Tournée – francuski film w reżyserii Mathieu Amalrica, którego premiera miała miejsce 30 czerwca 2010 we Francji. Jest to road movie, opowiadający o tournée trupy współczesnych artystek burleski. Film wybrany został do konkursu oficjalnego 63. festiwalu w Cannes, gdzie jego reżyser otrzymał nagrodę za najlepszą reżyserię oraz Grand Prix FIPRESCI. Główne role kobiece w filmie grane są przez prawdziwe tancerki amerykańskiej neo-burleski.

## Obsada
- Miranda Colclasure	– Mimi Le Meaux
- Suzanne Ramsey	 – Kitten on the Keys
- Dirty Martini – Dirty Martini
- Julie Atlas Muz	 – Julie Atlas Muz
- Angela de Lorenzo – Evie Lovelle
- Alexander Craven – Roky Roulette
- Mathieu Amalric – Joachim Zand
- Damien Odoul – François
- Ulysse Klotz – Ulysse
- Simon Roth – Baptiste
- Joseph Roth – Balthazar
- Freiel Rodriguez[1]

## Okoliczności powstania filmu
Film inspirowany był zbiorem tekstów pt. L'Envers du music-hall, książką wydaną przez Colette w 1913 roku. Postać producenta show, grana przez Amalrica, posiada ślady biografii Humberta Balsana, francuskiego producenta filmowego, który w 2005 roku popełnił samobójstwo. Reżyser jest "zafascynowany" producentami i odpowiedzialnością, którą są w stanie zaakceptować. Osobą, która początkowo zagrać miała główną męską rolę był inny znany producent, Paulo Branco.